# Allenhurst (Geòrgia)
Allenhurst és una població dels Estats Units a l'estat de Geòrgia. Segons el cens del 2000 tenia 788 habitants.

## Demografia
Segons el cens del 2000, Allenhurst tenia 788 habitants, 281 habitatges, i 202 famílies. La densitat de població era de 269,2 habitants per km².
Dels 281 habitatges en un 43,4% hi vivien nens de menys de 18 anys, en un 53% hi vivien parelles casades, en un 14,9% dones solteres, i en un 28,1% no eren unitats familiars. En el 18,1% dels habitatges hi vivien persones soles el 3,2% de les quals corresponia a persones de 65 anys o més que vivien soles. El nombre mitjà de persones vivint en cada habitatge era de 2,8 i el nombre mitjà de persones que vivien en cada família era de 3,12.
Per edats la població es repartia de la següent manera: un 31,6% tenia menys de 18 anys, un 14,8% entre 18 i 24, un 33,2% entre 25 i 44, un 14,1% de 45 a 60 i un 6,2% 65 anys o més.
L'edat mediana era de 27 anys. Per cada 100 dones de 18 o més anys hi havia 106,5 homes.
La renda mediana per habitatge era de 38.750 $ i la renda mediana per família de 40.536 $. Els homes tenien una renda mediana de 25.972 $ mentre que les dones 19.688 $. La renda per capita de la població era de 14.501 $. Entorn del 12,2% de les famílies i el 12,5% de la població estaven per davall del llindar de pobresa.

## Poblacions més properes
El següent diagrama mostra les poblacions més properes.